# Zwoleń
Zwoleń là một thị trấn thuộc huyện Zwoleński, tỉnh Mazowieckie ở trung-đông Ba Lan. Thị trấn có diện tích 16 km². Đến ngày 1 tháng 1 năm 2011, dân số của thị trấn là 7958 người và mật độ 500 người/km².